# Wireshark
Wireshark är ett datorprogram som gör det möjligt att analysera nätverkstrafik. Wireshark hette tidigare Ethereal men tvingades att byta namn på grund av varumärkesskydd. Wireshark är öppen källkod och finns tillgängligt på bland annat Linux, FreeBSD, Windows och macOS.